# Crocus kosaninii
Crocus kosaninii är en irisväxtart som beskrevs av Pulevic. Crocus kosaninii ingår i släktet krokusar, och familjen irisväxter. Inga underarter finns listade i Catalogue of Life.